# Canal Bruxelas-Charleroi

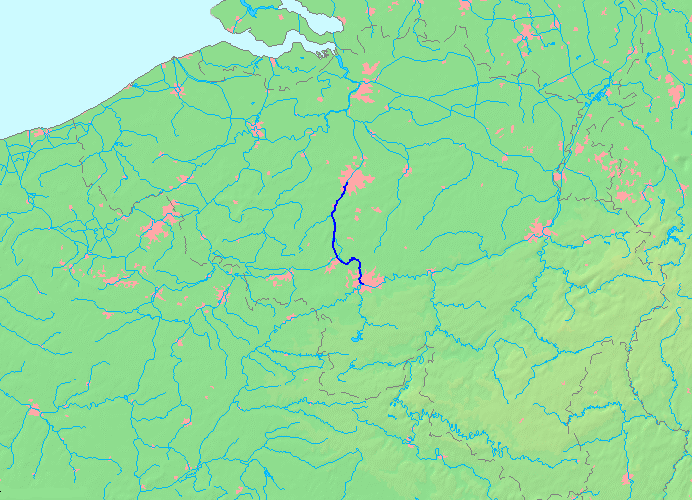
Localização do Canal Bruxelas-Charleroi na Bélgica

O canal Bruxelas-Charleroi é um canal belga que faz a ligação entre Bruxelas e Charleroi numa extensão de 74 km, inscrevendo-se num eixo norte-sul que liga o porto de Antuérpia, pelo canal marítimo Bruxelas-Escalda, aos vales dos rios Sambre e Mosa (Charleroi, Namur, Liège) e a Mons e ao norte de França (Lille, Dunquerque), pelo canal do Centro.
Desde 1968 tem um gabarito de classe IV, acessível a embarcações de 1350 toneladas.
Atravessa as três regiões da Bélgica, razão pela qual é gerido por três entidades diferentes ligadas à Valónia, Flandres e Bruxelas.
O plano inclinado de Ronquières é a obra de arte mais notável do canal Bruxelas-Charleroi, vencendo um desnível de aproximadamente 68 metros.

## História
O rei Guilherme I priorizou o projeto para a construção do canal.Durante o seu reinado a escavação do canal Bruxelas-Charleroi foi iniciada, mais foi alargado após o fim do Reino Unido dos Países Baixos.
O canal Bruxelas-Charleroi abriu em 1832 para tráfego de embarcações de 70 toneladas. Mais tarde sofreu obras de beneficiação para poder receber embarcações de 300 toneladas.

## Características técnicas actuais

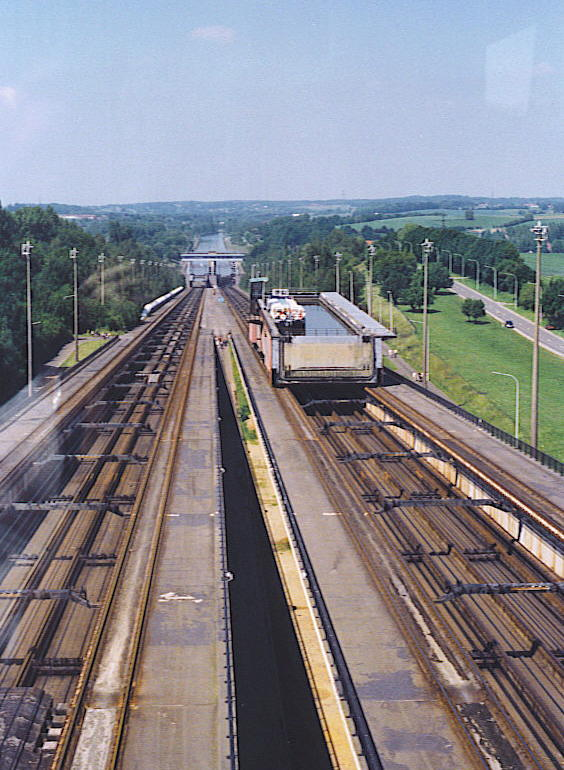
Plano Inclinado de Ronquières

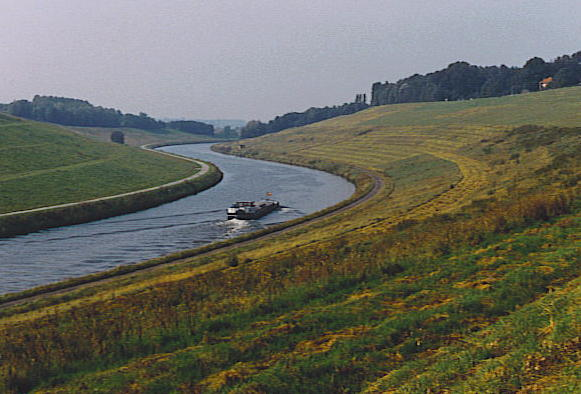
Grande trincheira de Godarville

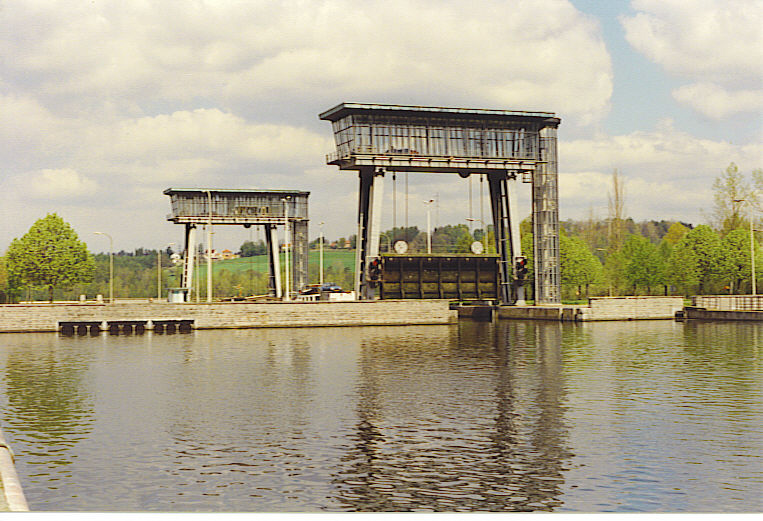
Eclusa de Ittre

- Largura do canal de navegação: 50 m
- Largura na soleira: 28 m
- Profundidade mínima: 3 m
- Secção molhada corrente: 125 m²
- Calado autorizado: 2,50 m
- Tirante de ar mínimo: 5,50 m

### Cotas
- Charleroi: 100,60 m (bacia do Mosa)
- Ronquières: 120,45 m (ponto culminante)
- Bruxelas: 13,30 m (bacia do Escalda)

### Obras de arte
Os desníveis são vencidos por 10 eclusas e um plano inclinado.
Valónia:
- Marchienne: Eclusa n.º 1 (85,11 m x 11,50 m) – desnível de 5,45 m
- Gosselies: Eclusa n.º 2 (85,80 m x 11,50 m) – desnível de 7,20 m
- Viesville: Eclusa n.º 3 (85,92 m x 11,50 m) – desnível 7,20 m
- Ronquières: Plano inclinado n.º 4 – (2 caixões de 87,00 m x 12,00 m) – desnível de 67,73 m
- Ittre: Eclusa n.º 5 (90,00 m x 12,00 m) – desnível de 14,00 m

Flandres:
- Lembeek: Eclusa n.º 6 (81,60 m x 10,50 m) – desnível de 7,00 m
- Halle: Eclusa n.º 7 (81,60 m x 10,50 m) – desnível de 3,30 m
- Lot: Eclusa n.º 8 (81,60 m x 10,50 m) – desnível de 3,70 m
- Ruisbroek: Eclusa n.º 9 (81,60 m x 10,50 m) – desnível de 3,70 m

Bruxelas:
- Anderlecht: Eclusa n.º 10 (81,60 m x 10,50 m) – desnível de 3,70 m
- Molenbeek-Saint-Jean: Eclusa n.º 11 (81,60 m x 10,50 m) – desnível de 4,70 m

Existe igualmente, em Seneffe uma comporta de segurança no troço entre a eclusa n.º 3 e o plano inclinado de Ronquières.